# 竹田美文
竹田 美文（たけだ よしふみ、1935年〈昭和10年〉11月 - ）は、日本の医師・医学者。学位は医学博士（大阪大学・1965年）。国立感染症研究所名誉所員。専門は細菌学、感染症学など。2006年瑞宝重光章受章。
東京大学医科学研究所教授、京都大学医学部教授、日本細菌学会理事長、日本熱帯医学会理事長、野口英世記念会理事長等を歴任した。息子は大阪大学大学院医学研究科免疫制御学教授の竹田潔、東京大学大学院医学系研究科微生物学教授の竹田誠。

## 略歴
- 1954年 徳島県立脇町高等学校卒業
- 1960年 大阪大学医学部卒業
- 1965年 大阪大学大学院医学研究科博士課程修了（医学博士）
学位論文「好塩性アルデヒド酸化酵素の好塩性について」[2]
- 1965年 大阪大学微生物病研究所助手
- 1973年 大阪大学微生物病研究所助教授
- 1983年 東京大学医科学研究所教授
- 1989年 京都大学医学部微生物学教授
- 1994年4月 国立国際医療センター研究所長
- 1995年10月 国立国際医療センター研究所血液疾患研究部長、国立国際医療センター研究所難治性疾患研究部部長（併任、1998年4月まで）
- 1999年4月 国立感染症研究所所長
- 2001年
  - 3月 国立感染症研究所定年退官
  - 4月 実践女子大学生活科学部 教授
- 2005年4月 株式会社シネ・サイエンス研究所所長
- 2007年4月 岡山大学大学院医歯薬学総合研究科特任教授、岡山大学インド感染症共同研究センター長（インド・コルカタ常駐）
- 2013年4月 公益財団法人野口英世記念会副理事長
- 2019年6月 公益財団法人野口英世記念会理事長

## 受賞・栄典
- 小島三郎記念文化賞（1985年）

「毒素原生大腸菌が産生するエンテロトキシンの研究」
- 武田医学賞（1994年）

「腸管感染症菌が産生する下痢原因毒素の構造と機能の研究」
- 日本細菌学会浅川賞（1998年）[4]

「大腸菌が産生する下痢原因毒素の研究」
- 瑞宝重光章（2006年）

## 著書

### 単著
- 『下痢の細菌を追っかけて五〇年』クバプロ、2020年2月7日。ISBN 978-4878051531。

### 監修
- サンドラ・ヘンペル『ビジュアル　パンデミック・マップ―伝染病の起源・拡大・根絶の歴史』日経ナショナルジオグラフィック社、2020年2月14日。ISBN 978-4863134553。 竹田誠と日本語版共同監修

## 学会および社会における活動
- 日本細菌学会 理事長（1994年-1996年）
- 日本熱帯医学会 理事長（1994年-1996年）、第35回大会長、名誉会員
- 日本食品微生物学会 理事長（1993年-1996年）
- 国際微生物学連合 副会長（1994年-1999年）
- 財団法人内藤記念科学振興財団評議員
- 財団法人国際協力医学研究振興財団理事
- 財団法人武田科学振興財団評議員
- 財団法人機能水研究振興財団理事
- 食の安全を確保するための微生物検査協議会理事長
- 特定非営利活動法人 栄養衛生相談室 設立時理事